# Mundo Animal
"Mundo Animal" é uma das mais famosas canções da banda de rock brasileira Mamonas Assassinas, lançada originalmente como a faixa 9 de seu álbum homônimo de estreia. A canção começa com o cantor Dinho chamando o Creuzebeck - apelido de Rick Bonadio, e em seguida entra um riff de guitarra bastante característico do hard rock, porém no decorrer da canção ela assume uma levada mais pop. A letra trata das situações e características cômicas que alguns animais podem trazer.
Como em todas as canções do Mamonas, existem referências a outras canções que influenciaram a sonoridade da banda. Além de Dinho imitar o jeito de cantar do cantor brega Falcão, na parte final da canção é possível perceber uma referência a um trecho de 'Toda Forma de Amor', de Lulu Santos

## Créditos musicais
Todos os créditos estão nos encartes do disco.
- Dinho: Vocal
- Bento Hinoto: Guitarra, backing vocals
- Júlio Rasec: Teclado e backing vocals
- Samuel Reoli:  Contrabaixo e backing vocals
- Sérgio Reoli: Bateria e backing vocals

## Curiosidades
- Segundo um levantamento feito pelo ECAD (Escritório Central de Arrecadação e Distribuição), de 2004 até 2015, Mundo Animal foi a 6ª canção dos Mamonas mais interpretada por outros artistas neste período.[8]
- Em uma cena do filme Assalto ao Banco Central, de 2011, o personagem Dr. Celson Bandeira (Tonico Pereira) aparece cantando um trecho desta canção. Ele canta “comer tatu é bom…”, enquanto o personagem Tatu (Gero Camilo) usa as suas ferramentas para aumentar o túnel.[9]